# 托尔尼圣米克洛什
托尔尼圣米克洛什（匈牙利語：Tornyiszentmiklós）是匈牙利佐洛州所辖的一个村，总面积18.52平方公里，总人口634，人口密度34.2人/平方公里（2010年1月1日）。